# Киргизки национален университет
Киргизки национален университет „Юсуп Баласагун“ (на киргизки: Жусуп Баласагын атындагы Кыргыз Улуттук Университети) в столицата Бишкек е най-големият и най-старият университет в Киргизстан. В него се обучават 22 000 студенти.

## История
Основан е през 1925 година като Педагогически институт, преобразуван е в Киргизки държавен университет (1951). Настоящото си име придобива през 2002 година.

## Структура
Университетът има 9 факултета, 9 института, 2 университетски центъра и 4 институтски колежа.

### Факултети
- Факултет по математика, информатика и кибернетика;
- Факултет по физика и електроника;
- Факултет по информационни и комуникационни технологии;
- Химически и химико-технологичен факултет;
- Биологически факултет;
- Факултет по география и екология;
- Факултет по киргизска филология и киргизоведение;
- Факултет по руска и славянска филология;
- Исторически и краеведски факултет;
- Факултет по журналистика.

### Институти
- Институт по интеграция на международните образователни програми;
- Институт за иновационни технологии;
- Институт по икономика и финанси;
- Институт по бизнес мениджмънт;
- Юридически институт;
- Институт за чужди езици;
- Институт по хуманитарни и социални науки;
- Киргизко-китайски институт;
- Институт по целева подготовка на педагогически кадри;
- Институт по фундаментални науки.

### Центрове
- Център за развитие на човешките ресурси;
- Център за физическо възпитание, здраве и спорт;
- Център за продължаващо обучение и повишение на квалификацията;
- Център за кариерно развитие и практика;
- Музейно-изследователски център;
- Научноизследователски цетър за мониторинг на атмосферата.